# Cherokee (Kansas)
Cherokee – miasto położone w hrabstwie Crawford.